# Съвременний показател
„Съвременний показател“ е първото българско марксистко списание, издавано от юни до август 1885 в София. Редактира се от Димитър Благоев и жена му Вела. Помества статии по политическа икономия, прегледи на икономическата и политическата ситуация в България, както и марксистка литература, част от която – преводна.
Списанието е трибуна за марксистки възгледи, но в него се дава трибуна и на идеи на утопичния социализъм и народничеството.